# Coppa Bernocchi 1954
La Coppa Bernocchi 1954, trentaseiesima edizione della corsa, si svolse il 17 ottobre 1954 su un percorso di 108 km a cronometro. Fu vinta dall'italiano Fausto Coppi, che terminò la gara in 2h40'30", alla media di 40,374 km/h, precedendo i connazionali Giancarlo Astrua e Angelo Conterno. La partenza e l'arrivo della gara, valida come quinta e ultima prova del campionato italiano di ciclismo su strada 1954, furono come di consueto a Legnano.

## Ordine d'arrivo
| Pos. | Corridore           | Squadra     | Tempo    |
| ---- | ------------------- | ----------- | -------- |
| 1    | Fausto Coppi        | Bianchi     | 2h40'30" |
| 2    | Giancarlo Astrua    | Atala       | a 2'14"  |
| 3    | Angelo Conterno     | Frejus      | a 2'23"  |
| 4    | Nino Defilippis     | Torpado     | a 3'01"  |
| 5    | Pasquale Fornara    | Bottecchia  | a 3'10"  |
| 6    | Arrigo Padovan      | Lygie       | a 5'58"  |
| 7    | Fiorenzo Magni      | Nivea-Fuchs | a 6'08"  |
| 8    | Gilberto Dall'Agata | Frejus      | a 7'07"  |
| 9    | Armando Barducci    | Frejus      | a 8'28"  |
| 10   | Giuseppe Minardi    | Legnano     | a 8'28"  |
| 11   | Michele Gismondi    | Bianchi     | a 9'33"  |
| 12   | Bruno Landi         | Fiorelli    | a 9'40"  |
| 13   | Bruno Monti         | Arbos       | a 12'01" |
| 14   | Giorgio Albani      | Legnano     | a 12'31" |
| 15   | Rino Benedetti      | Legnano     | a 12'50" |